# Borănești
Borăneşti é uma comuna romena localizada no distrito de Ialomiţa, na região de Muntênia. A comuna possui uma área de  km² e sua população era de 2521 habitantes segundo o censo de 2007.